# Xã Welda, Quận Anderson, Kansas
Xã Welda (tiếng Anh: Welda Township) là một xã thuộc quận Anderson, tiểu bang Kansas, Hoa Kỳ. Năm 2010, dân số của xã này là 290 người.